# 牛耳石山
牛耳石山（英語：Ngau Yee Shek Shan）是香港的一座山峰。區域行政上隸屬西貢區，位於新界西貢半島北潭涌以北，西貢西郊野公園範圍內。位處岩頭山之東南面，大輋嶺墩以西，高海拔425米。路況良好，多為石級路，於山頂可遠眺太墩、蚺蛇尖及高流灣一帶景色。